# Gian Valerio Sanna
Gian Valerio Sanna (Abbasanta, 21 gennaio 1958) è un politico italiano, già presidente della Provincia di Oristano ed ex assessore regionale della Giunta guidata da Renato Soru.

## Biografia
Laureato in ingegneria civile nel 1986 all'Università di Cagliari, è funzionario dell'Azienda regionale per l’edilizia abitativa (AREA) della Regione Sardegna. 
Esponente del Partito Popolare Italiano, nel 1995 viene candidato dalla coalizione di centrosinistra alla presidenza della Provincia di Oristano, vincendo al primo turno con il 50,2%. Nel 1999 diventa consigliere regionale sardo con il PPI, al cui scioglimento confluisce nella Margherita. Nel 2004 diventa assessore regionale nella giunta presieduta da Renato Soru con delega a enti locali, finanze, urbanistica. Confluisce poi nel PD, con cui viene rieletto consigliere regionale nel 2009, rimanendo in carica fino al 2014.
Dal febbraio 2015 al febbraio 2023 è stato presidente del Consorzio UNO.